# Helios (objectifs photographiques)
Pour les articles homonymes, voir Hélios (homonymie).

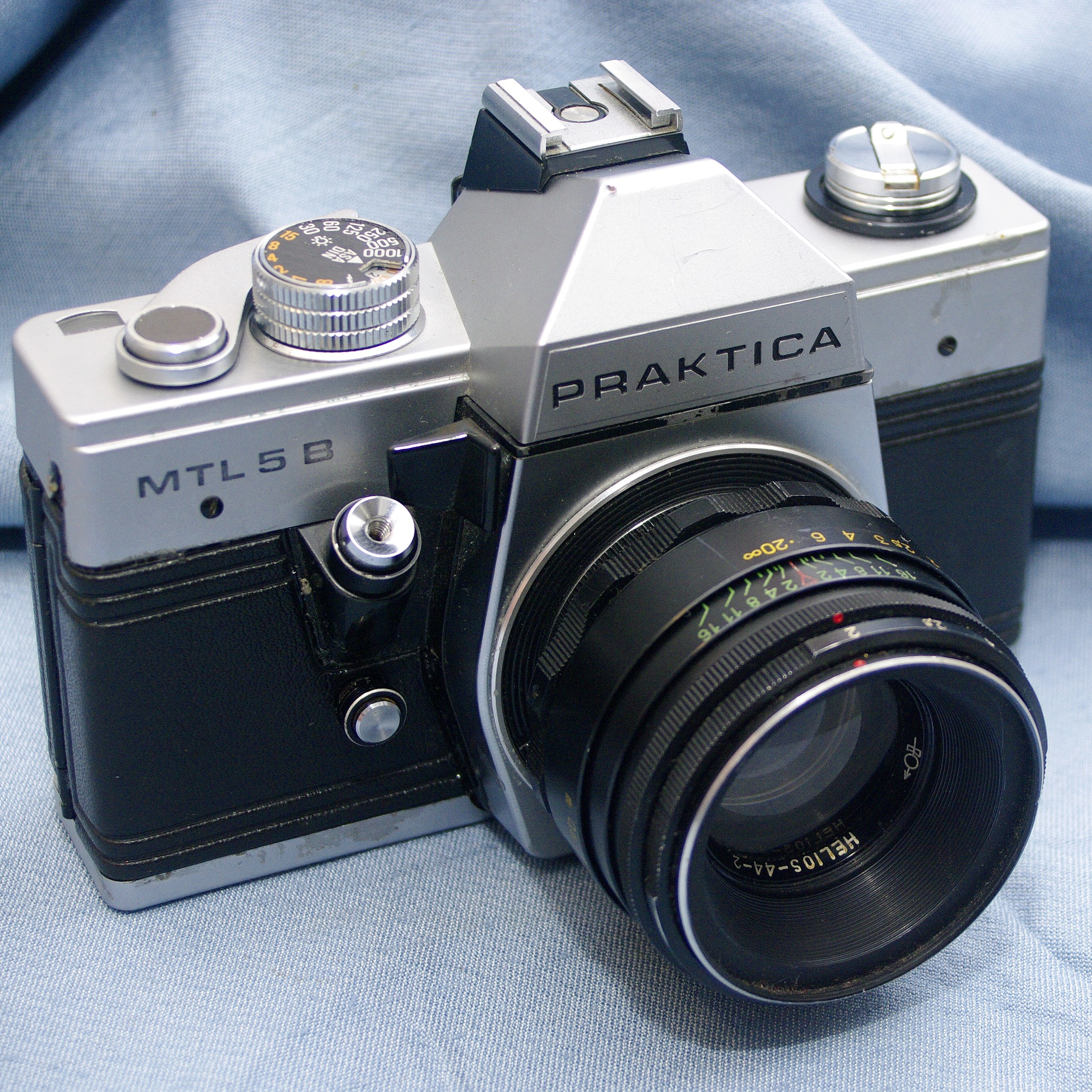
Helios 44-2 monté sur un Praktica MTL 5B.

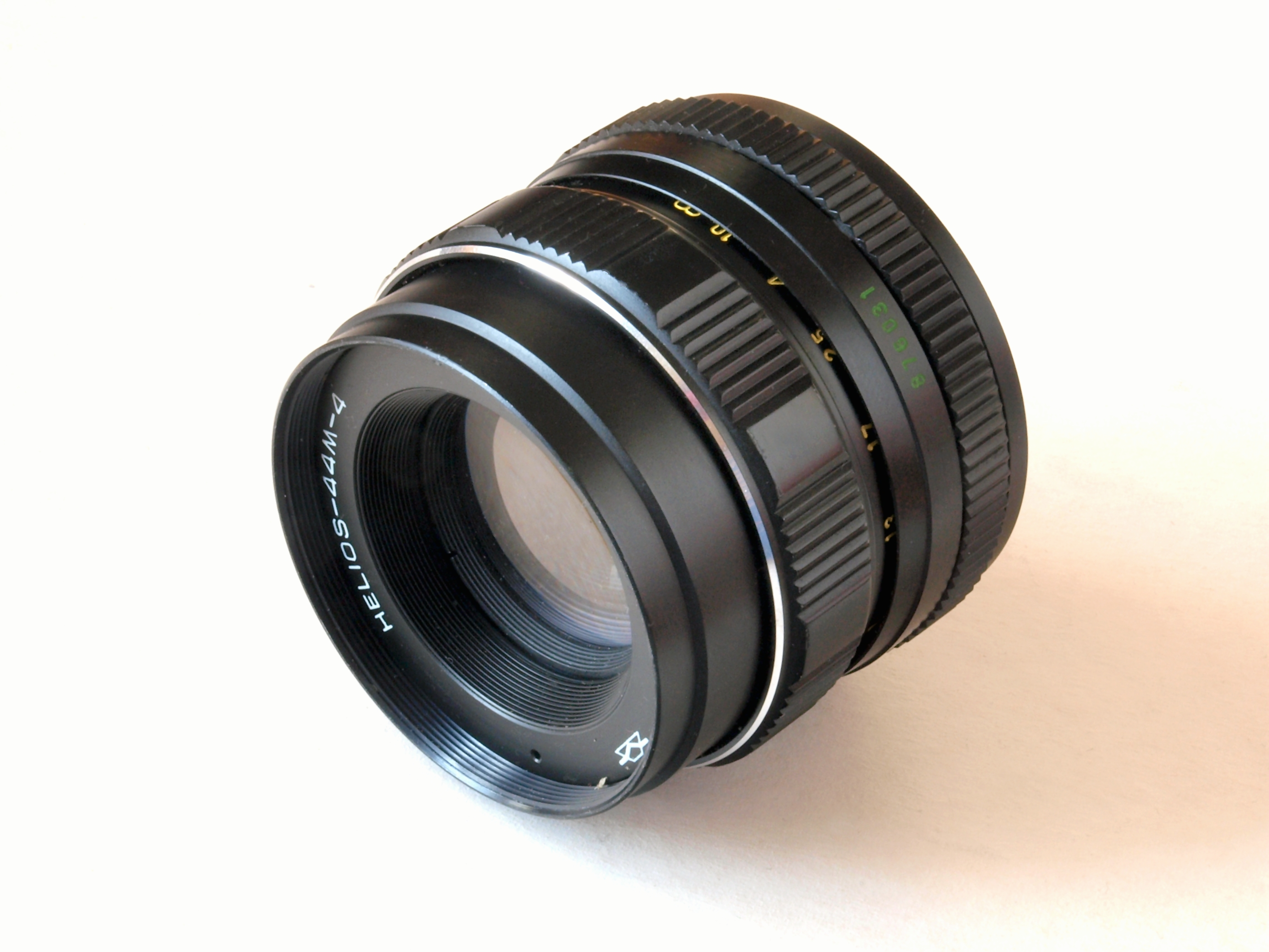
HELIOS-44M-4. Un objectif 58mm f/2 fourni en standard avec de nombreux appareils Zenit. Schéma optique identique au Carl Zeiss Jena Biotar.

Helios (russe : Ге́лиос) était un type d'objectifs photographiques produits en URSS et en fédération de Russie. Ils forment une gamme d'objectifs généralement lumineux, d'où le nom Helios. Helios n'est pas une marque commerciale, c'est la désignation des objectifs dont la formule optique reproduit celle des objectifs Biotar puis Planar de type double Gauss, de l'opticien allemand Zeiss (de la même manière que les Jupiter russes sont de formule optique Sonnar, ou les Industar sont de type Tessar).
Les Helios-44(M39) et 44-2(M42) sont basés sur le Biotar 58mm f/2 de Carl Zeiss. L'Helios 40 est basé sur le Biotar 85mm f/1,5 de Zeiss. Après la défaite Allemande de 1945, l'union soviétique met la main sur les brevets de Zeiss et va reproduire un objectif sur la même formule, changeant notamment les propriétés du verre à des fins de réduction de coût et de modernisation.
Ils étaient fabriqués à Minsk, Krasnogorsk et Valdaï. La qualité de ces objectifs est réputée pour varier selon l'année et l'usine de fabrication.

## Liste des objectifs Helios
| Modèle         | Monture    | Focale | Ouverture maximale | Ouverture minimale | remarques |
| -------------- | ---------- | ------ | ------------------ | ------------------ | --- |
| Helios-2       |            | 45mm   | ƒ/2.0              | ƒ/16               | prototype GOI pour cinema |
| Helios-33      |            | 35mm   | ƒ/2.0              | ƒ/16               | |
| Helios-40      | M39        | 85mm   | ƒ/1.5              | ƒ/22               | |
| Helios-40-2    | M42        | 85mm   | ƒ/1.5              | ƒ/22               | |
| Helios-44      | M39, Start | 58mm   | ƒ/2.0              | ƒ/16               | |
| Helios-44-2    | M42        | 58mm   | ƒ/2.0              | ƒ/16               | Version avec diaphragme manuel à 8 lamelles à présélection, filtres 49mm. |
| Helios-44-3    | M42        | 58mm   | ƒ/2.0              | ƒ/16               | Version produite par BeLomo, c'est un 44-2 dans un fût au look plus moderne. |
| Helios-44M     | M42        | 58mm   | ƒ/2.0              | ƒ/16               | Sorti avec le Zenit EM, diaphragme à 8 lamelles commandé par le boîtier avec interrupteur auto-manuel. Filtre de diamètre 52mm.                                                        |
| Helios-44M-4-7 | M42        | 58mm   | ƒ/2.0              | ƒ/16               | Modernisations du 44M : diamètre du filtre 52mm, diaphragme automatique non débrayable. Les chiffres 5 à 7 indiquent apparemment la qualité. Traitement multicouche si mention « MC ». |
| Helios-44K-4   | K          | 58mm   | ƒ/2.0              | ƒ/16               | Version en Monture Pentax K du 44M-4. |
| Helios-53      |            | 200mm  | ƒ/2.5              | ƒ/16               | pour grand format |
| Helios-65      | M39L       | 52mm   | ƒ/2.0              | ƒ/22               | prototype GOI |
| Helios-70      | M42, K     | 52mm   | ƒ/1.9              | ƒ/16               | prototype |
| Helios-77      | M42, K     | 52mm   | ƒ/1.8              | ƒ/16               | |
| Helios-81      | F          | 52mm   | ƒ/2.0              | ƒ/16               | |
| Helios-85      | M42        | 85mm   | ƒ/2.0              | ƒ/16               | prototype |
| Helios-88      | M42        | 50mm   | ƒ/1.9              | ƒ/16               | prototype |
| Helios-97      | M42        | 52mm   | ƒ/2.0              | ƒ/16               | prototype |
| Helios-98      |            | 28mm   | ƒ/2.8              | ƒ/16               | fixé sur Zorki-12 18 × 24 mm |
| Helios-101     | M42        | 52mm   | ƒ/1.8              | ƒ/16               | prototype |
| Helios-107     | M42        | 65mm   | ƒ/2.8              | ƒ/22               | prototype |

## Les diaphragmes «inversés»
Le diaphragme à présélection peut dérouter le néophyte. On trouve de nombreuses personnes pensant avoir un objectif à l'envers, diaphragme ouvert à f/16 et fermé à f/2. C'est tout à fait normal. Ce système remonte à l'époque où les objectifs n'étaient pas commandés par le boîtier. On réglait son ouverture avec la bague de présélection (avec des clics aux valeurs d'ouverture), on composait son image en faisant la mise au point à pleine ouverture avec pour plus de précision la plus faible profondeur de champ possible. Au moment du déclenchement, pendant que l'obturateur était ouvert, un levier enfonçait une came qui replaçait le diaphragme à l'ouverture présélectionnée.
De nos jours, la bague de présélection est souvent bloquée faute d'activité, il faut simplement la tenir fermement et tourner dans un sens ou l'autre pour la débloquer.

## Utilisation en numérique

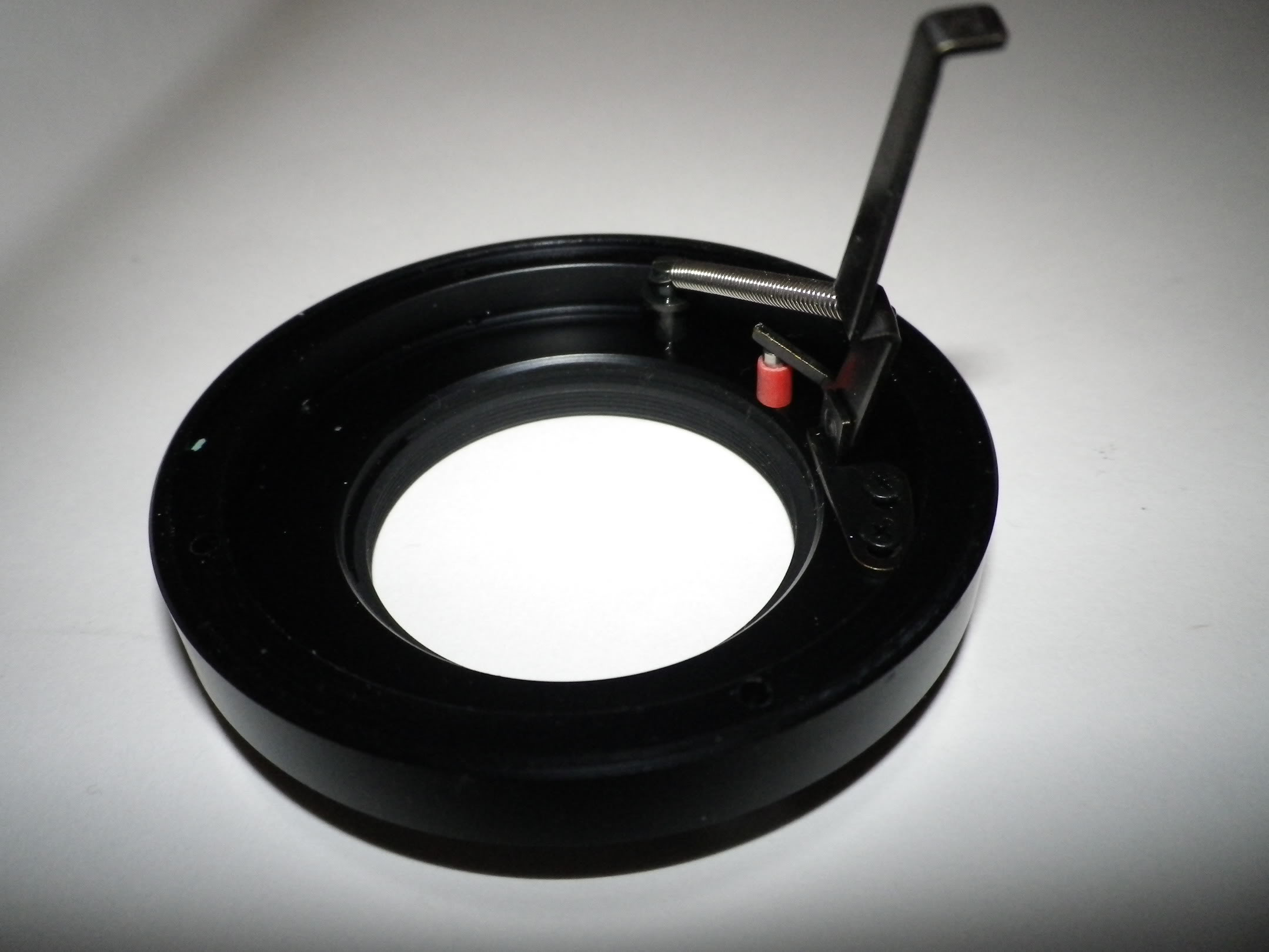
Bague arrière d'un objectif Helios 44M-4 58 (côté boîtier vers le bas) montrant comment bloquer la came de transmission du diaphragme avec un fragment de gaine (rouge).

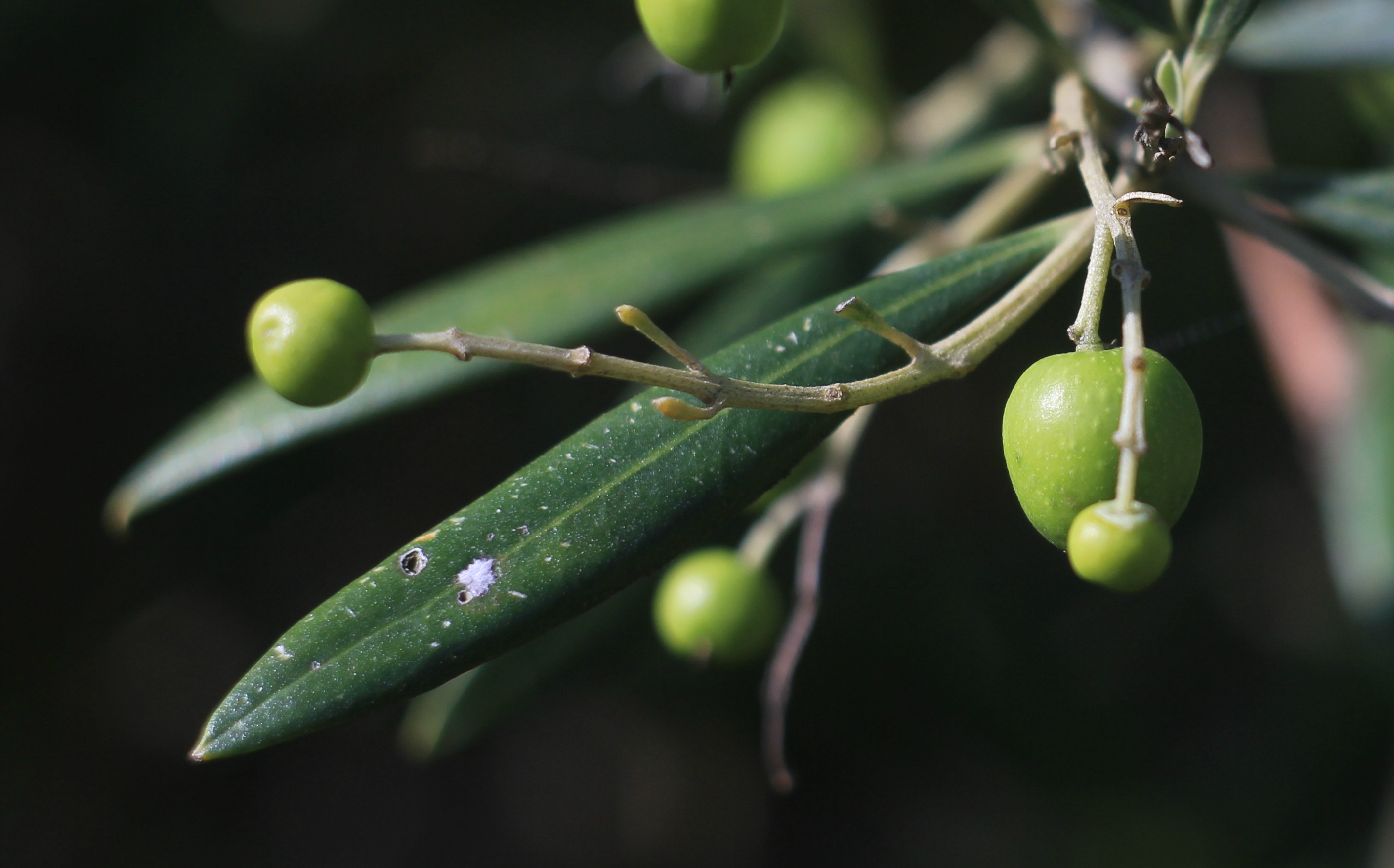
Photo prise en utilisant un Helios-44-2 monté sur un Canon EOS 550D en utilisant une bague d'adaptation.

De nombreuses personnes utilisent ces Helios sur des boîtiers numériques pour leur rendu particulier (bokeh "tournant" très caractéristique des Helios 40 et 44, entre autres). Cela demande toutefois d'utiliser une bague d'adaptation des montures et de régler l'ouverture et faire la mise au point sur l'objectif. On désactive la mise au point automatique (AF) et on place la molette du boîtier numérique en position « priorité à l'ouverture » (A). Le boîtier continuera à calculer un temps de pose correct en considérant que l'objectif est à pleine ouverture. Les Helios 44-2 et 44-3, comme un bon nombre d'objectifs M42 ne peuvent pas être montés sur certains reflex, le miroir risquant de toucher la lentille arrière. Les Helios à diaphragme automatique doivent être modifiés à moins d'utiliser une bague appuyant la tige de commande du diaphragme.